# Джо-Анні Фортін
Джо-Анні Фортін (англ. Jo-Annie Fortin, 25 жовтня 1990) — канадська плавчиня.
Учасниця Олімпійських Ігор 2012 року.
Призерка Чемпіонату світу з водних видів спорту 2009, 2011 років.
Переможниця Панамериканських ігор 2011 року.